# استیون الم
استیون الم (انگلیسی: Steven Elm؛ زادهٔ ۱۲ اوت ۱۹۷۵) اسکیت‌باز سرعت اهل کانادا است.